# Täufer-Johannis-Kirche (Sonthofen)

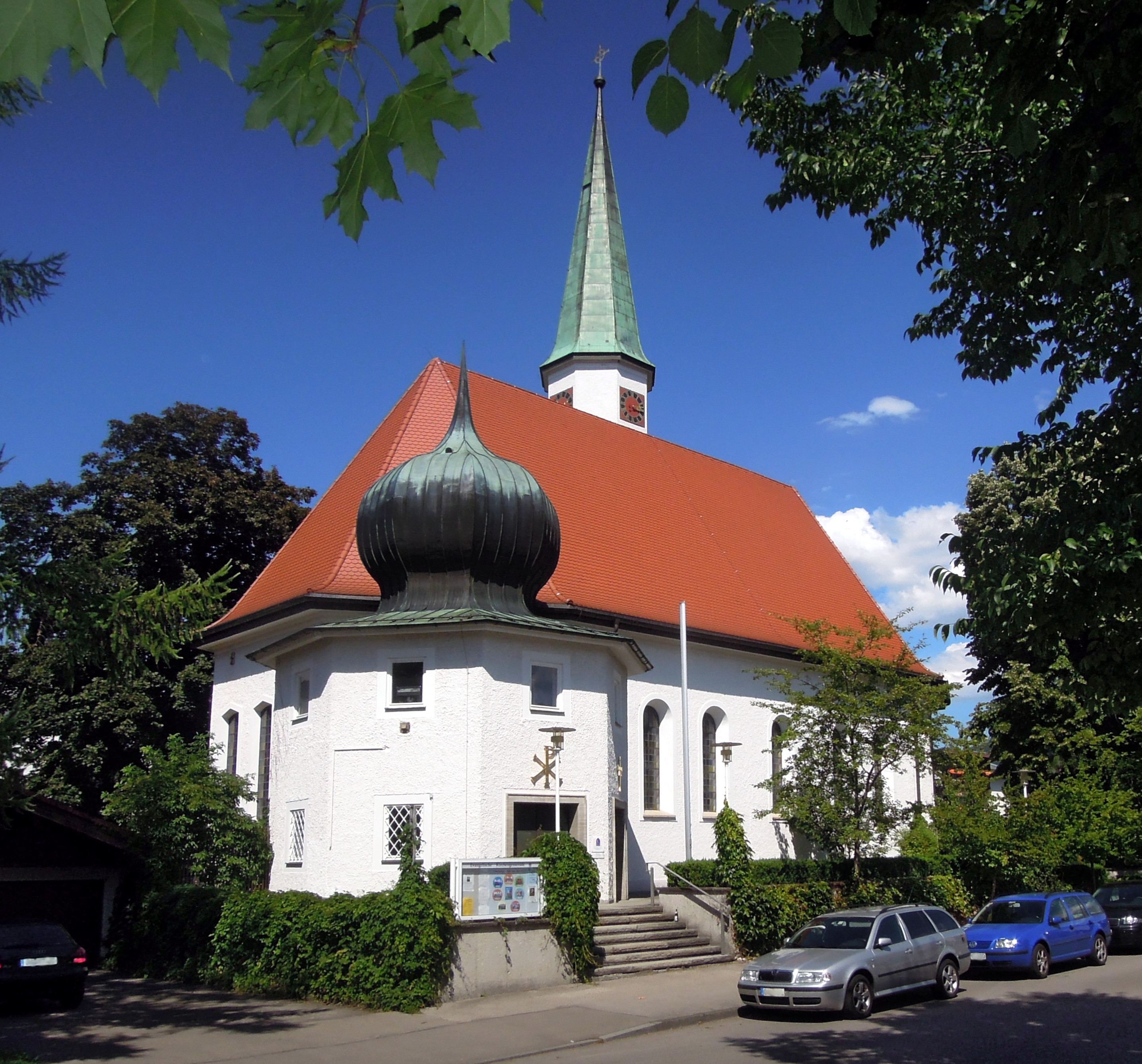
Täufer Johannes in Sonthofen

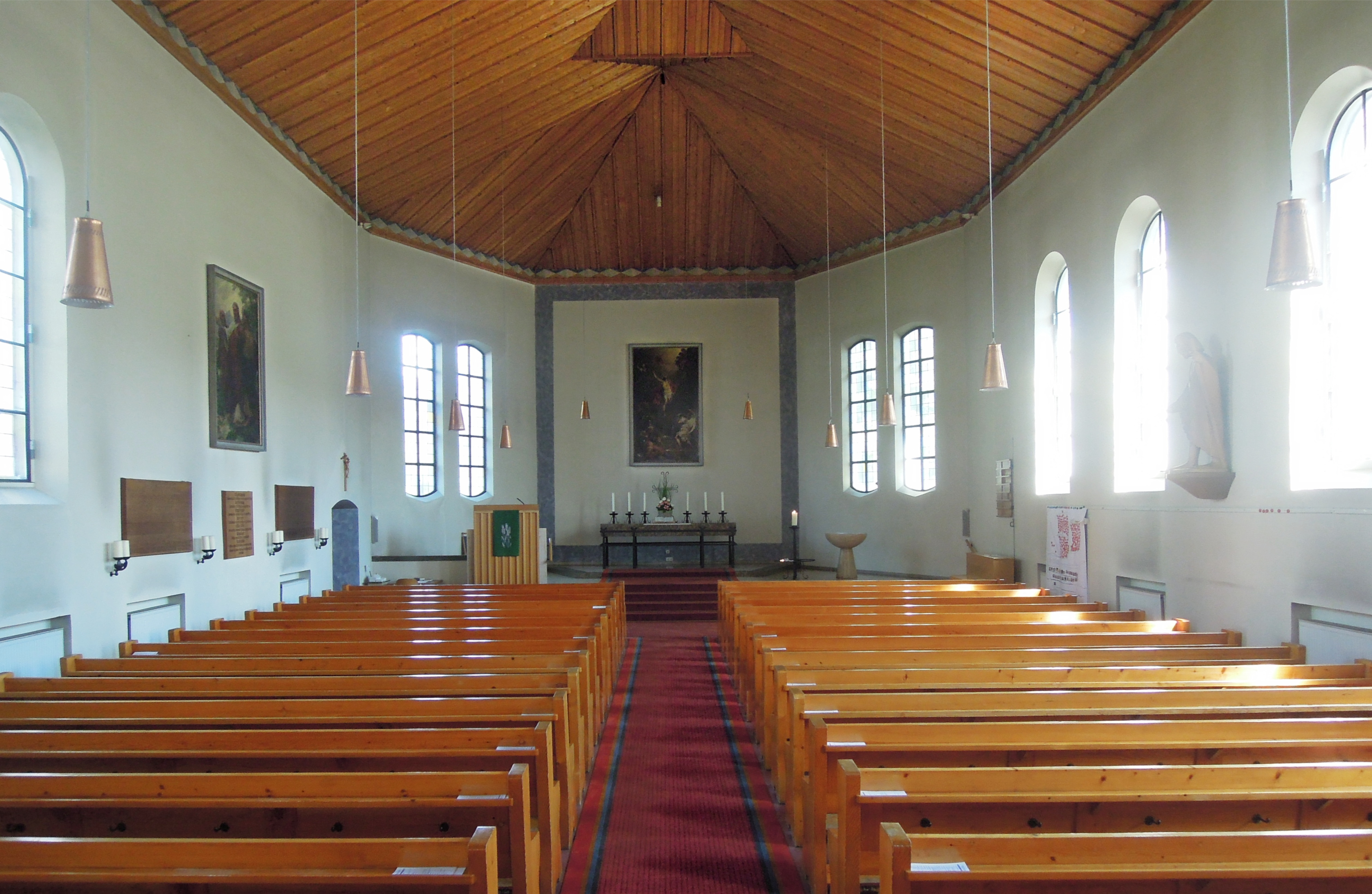
Innenraum

Die evangelisch-lutherische Täufer-Johannis-Kirche steht in Sonthofen, der Kreisstadt des schwäbischen Landkreises Oberallgäu in Bayern. Das Bauwerk ist in der Liste der Baudenkmäler in Sonthofen als Baudenkmal unter der Nr. D-7-80-139-13 eingetragen. Die Kirche gehört zum Dekanat Kempten des Kirchenkreises Augsburg der Evangelisch-Lutherischen Kirche in Bayern.

## Beschreibung
Die Saalkirche wurde 1911/12 erbaut und 1960 erweitert. Sie besteht aus einem Langhaus, einem dreiseitig geschlossenen Chor im Osten, einem Chorflankenturm an der Nordwand des Chors, der mit einem spitzen Helm bedeckt ist, und einem Anbau an der Südwestecke des Langhauses, in dem sich das Vestibül befindet, und der mit einer Zwiebelhaube bedeckt ist.